# Whitefish (Montana)
Whitefish es una ciudad ubicada en el condado de Flathead en el estado estadounidense de Montana. En el Censo de 2010 tenía una población de 6357 habitantes y una densidad poblacional de 208,06 personas por km².

## Geografía
Whitefish se encuentra ubicada en las coordenadas 48°26′42″N 114°21′38″O / 48.44500, -114.36056. Según la Oficina del Censo de los Estados Unidos, Whitefish tiene una superficie total de 30.55 km², de la cual 16.65 km² corresponden a tierra firme y (45.49%) 13.9 km² es agua.

## Demografía
Según el censo de 2010, había 6357 personas residiendo en Whitefish. La densidad de población era de 208,06 hab./km². De los 6357 habitantes, Whitefish estaba compuesto por el 95.85% blancos, el 0.46% eran afroamericanos, el 0.82% eran amerindios, el 0.76% eran asiáticos, el 0.06% eran isleños del Pacífico, el 0.31% eran de otras razas y el 1.75% pertenecían a dos o más razas. Del total de la población el 2.78% eran hispanos o latinos de cualquier raza.